# Eddie Sadowski
Edward Marion Sadowski, detto Eddie (Westfield, 2 febbraio 1915 – Springfield, 11 marzo 1992), è stato un cestista statunitense, professionista nella NBL.

## Carriera
Giocò per quattro stagioni nella NBL, disputando complessivamente 45 partite con 4,8 punti di media.

## Palmarès
- NBL Rookie of the Year (1941)